# Сара Андерсен
Сара Андерсен (англ. Sarah Andersen) — американська карикатуристка та ілюстратор, відома за коміксами «Ікла» та «Це серйозно! Антидепресивна книжка для дівчат».

## Життєпис
Андерсен закінчила Коледж мистецтв Мерілендського інституту (MICA) у 2014 році. Під час навчання в MICA вона почала малювати напівавтобіографічний вебкомікс Sarah's Scribbles (буквально «Каракулі Сари»; раніше називався Doodle Time). Три роки поспіль вона вигравала нагороду Goodreads Choice Award у категорії «Найкращі графічні романи та комікси» за «Sarah's Scribbles». У 2016 році вона отримала нагороду Goodreads Choice Award за свою дебютну книгу «Це серйозно! Антидепресивна книжка для дівчат». Перемогла[уточнити] у 2017 році за свою книгу Big Mushy Happy Lump і у 2018 році за книгу Herding Cats.
Андерсен співпрацювала із романістом Енді Вейром над графічним романом «Chreshire crossing», який вийшов у липні 2019 року Заснована на попередньому коміксі Вейра, історія розповідає про Венді Дарлінґ із «Пітера Пена», Дороті Ґейл із «Дивовижний чарівник країни Оз» та Еліс Лідделл із «Аліса у Дивокраї» у школі-інтернаті під назвою «Cheshire Crossing». 
Наприкінці 2019 року Андерсен почала випускати вебкомікс про надприродне кохання під назвою «Ікла» на платформі Tapas. У вересні 2020 року видавництво Andrews McMeel Publishing випустило книгу «Ікла». Того місяця вона стала бестселером Publishers Weekly  і бестселером Нью-Йорк таймс у жовтні 2020 року.
У січні 2020 року Андерсен намалювала стінопис зі своїми героями в рамках громадського мистецького проєкту в Мехіко, але за кілька днів він був зафарбований.
20 вересня 2022 року у видавництві Andrews McMeel Publishing вийшла книга Cryptid Club. У 2023 році вона була номінована на дві премії Ейзнера за найкращу гумористичну публікацію та найкращого письменника/художника, але не перемогла.
31 грудня 2022 року вона написала гостьове есе в Нью-Йорк таймс про зростання штучних графічних систем, таких як Stable Diffusion, вказуючи на загрози, які вони створюють для митців, як-от збільшення плутанини, привласнення, вплив на репутацію та зменшення доходу.
У січні 2023 року Андерсен була зазначена, як позивачка у груповому позові проти компаній, що спеціалізуються в інтеграції ШІ: Stability AI, Midjourney та художньої онлайн-спільноти DeviantArt. 19 липня суддя Вільям Оррік III заявив, що відхилить більшу частину справи, вимагаючи уточнити проблеми та «надати більше фактів».